# Microperoryctes murina
Microperoryctes murina, conhecido como bandicoot-rato(a), é uma espécie de marsupial da família Peramelidae, endêmica da Nova Guiné Ocidentalna Indonésia. É conhecida por apenas três exemplares coletados nas Montanhas Weyland.